# Skalica
Skalica es la capital del distrito de Skalica en la región de Trnava, Eslovaquia, con una población estimada a final del año 2024 de 15 440 habitantes.
Se encuentra ubicada al norte de la región, en los pequeños Cárpatos y cerca del río Morava (cuenca hidrográfica del Danubio) y de la frontera con la República Checa.

## Demografía
| Año        | 1994   | 2004    | 2014    | 2024    |
| ---------- | ------ | ------- | ------- | ------- |
| Población  | 14 916 | 14 984  | 14 749  | 15 440  |
| Diferencia |        | +0,45 % | −1,56 % | +4,68 % |

| Año        | 2023   | 2024    |
| ---------- | ------ | ------- |
| Población  | 15 461 | 15 440  |
| Diferencia |        | −0,13 % |